# Apocepon leucosiae
Apocepon leucosiae is een pissebed uit de familie Bopyridae. De wetenschappelijke naam van de soort is voor het eerst geldig gepubliceerd in 2006 door An, Yu & Li.